# Zeinheim
Zeinheim ist eine französische Gemeinde mit 218 Einwohnern (Stand 1. Januar 2021) im Département Bas-Rhin in der Region Grand Est (bis 2015 Elsass). Sie gehört dem Gemeindeverband Mossig et Vignoble an.

## Geografie
Die Gemeinde Zeinheim liegt 23 Kilometer nordwestlich von Straßburg. Nachbargemeinden von Zeinheim sind Landersheim im Norden, Willgottheim im Osten, Rangen im Süden und Westen sowie Knœrsheim im Nordwesten.

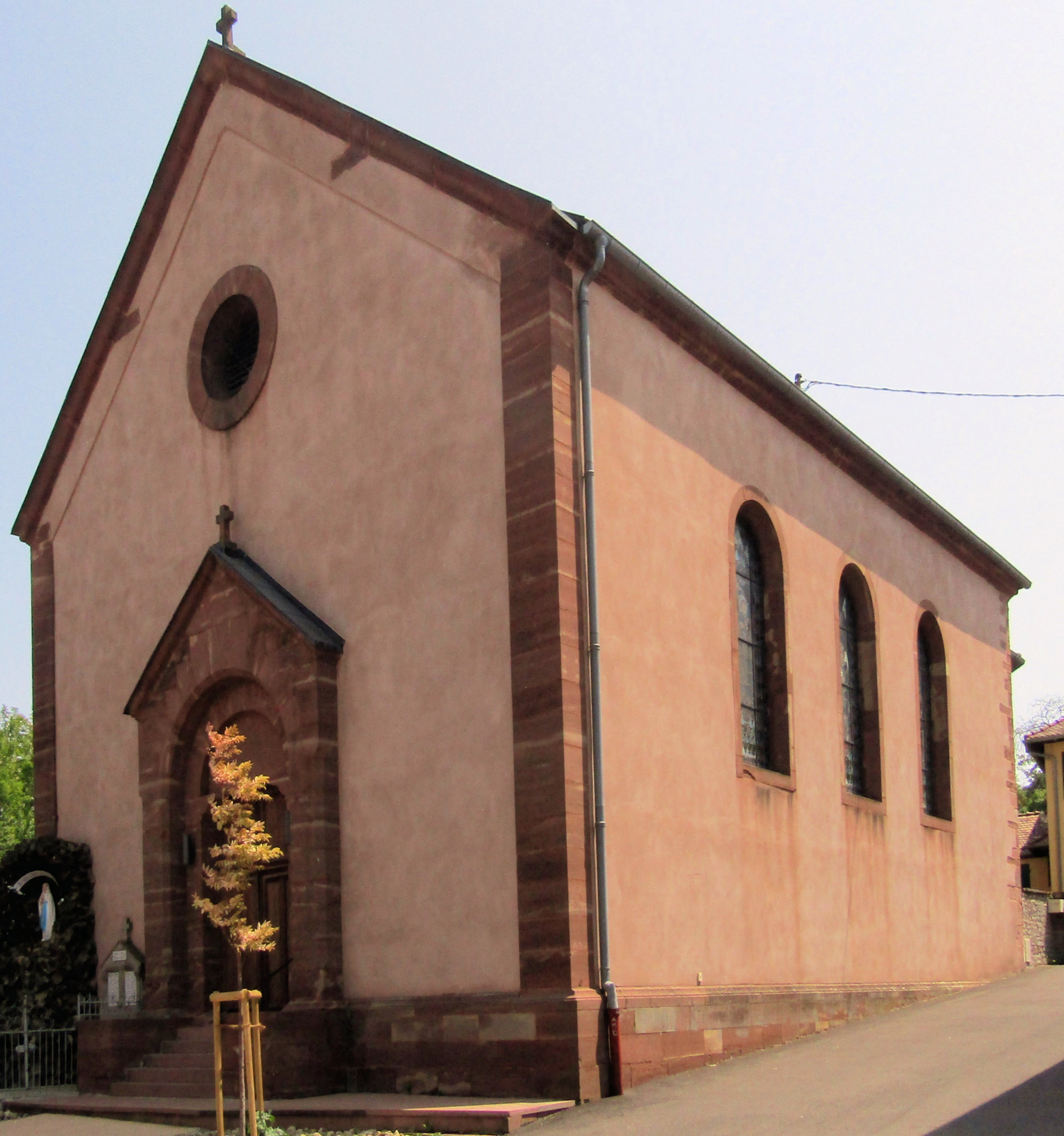
Kirche Saints-Côme-et-Damien in Zeinheim, Monument historique

## Geschichte
Die erste urkundliche Erwähnung findet sich in einer Schenkung Kaiser Ludwigs des Frommen für das Kloster Schwarzach von 828 (Böhmer-Mühlbacher 0849). Um 900 gehört Zeinheim auch zu den Besitzungen des Klosters Marmoutier (Charta Bonorum Mauri Monasterii 1120). Der Ortsname veränderte sich im Laufe der Jahrhunderte kaum:          828 "Zeinhaim", 1120 und 1146 "Ceinheim". Eine Urkunde Friedrichs III. von 1442 teilt uns mit, dass das Dorf "Zenheim" zur Hälfte dem Bischof von Straßburg und zur Hälfte den Herren von Rotzenhausen gehört (Reg.Imp. Chmel 1072).
Von 1871 bis 1918 war Zeinheim Teil des Deutschen Reiches, seit 1919 ist es wieder (wie von 1661 bis 1870) französisch. 1992 wurde es Mitglied des neugegründeten Gemeindeverbands Coteaux de la Mossig an, der 2017 in der Communauté de communes de la Mossig et du Vignoble aufging. Am 1. Januar 2015 wechselte die Gemeinde vom Arrondissement Saverne zum Arrondissement Molsheim und zum selben Zeitpunkt vom Kanton Marmoutier zum Kanton Saverne.

## Bevölkerungsentwicklung
| Jahr                       | 1962 | 1968 | 1975 | 1982 | 1990 | 1999 | 2006 | 2012 | 2021 |
| -------------------------- | ---- | ---- | ---- | ---- | ---- | ---- | ---- | ---- | ---- |
| Einwohner                  | 122  | 145  | 127  | 114  | 149  | 151  | 182  | 203  | 218  |
| Quellen: Cassini und INSEE |      |      |      |      |      |      |      |      |      |